# Rallye Finnland

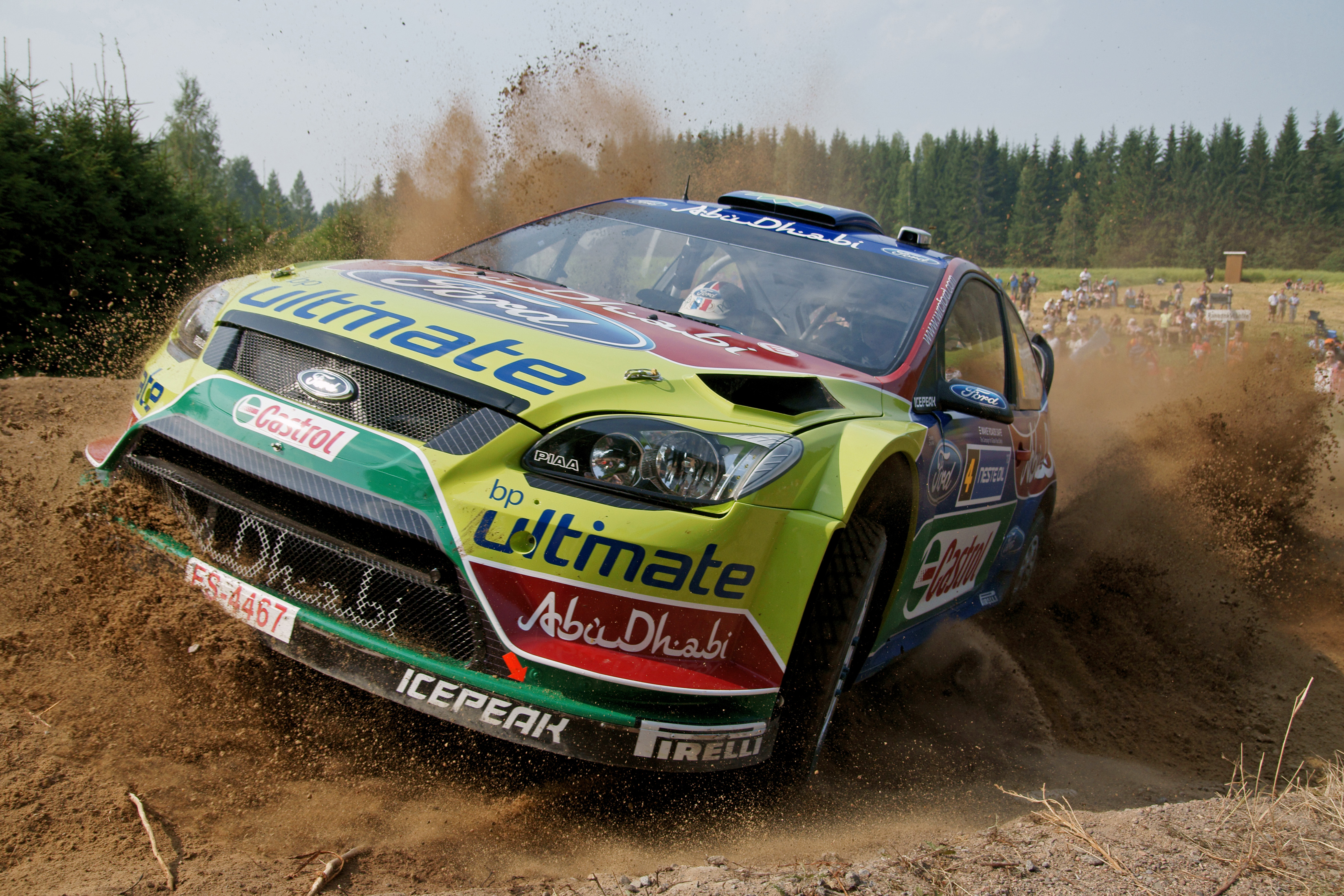
Jari-Matti Latvala während der Rallye Finnland 2010

Die Rallye Finnland (auch 1000 Lakes Rally bzw. 1000-Seen-Rallye genannt in früheren Jahren) ist eine Rallye-Veranstaltung, die jährlich auf Schotterstraßen in der Gegend rund um die finnische Stadt Jyväskylä ausgetragen wird. In Finnland selbst ist die Rallye unter dem Begriff Jyväskylän Suurajot bekannt.
Die Rallye existiert seit den 50er-Jahren. Ursprünglich wurde sie nur als nationale Veranstaltung ausgetragen, doch bereits seit drei Jahrzehnten stellt sie den finnischen Lauf zur FIA Rallye-Weltmeisterschaft dar. Bekannt ist die Rallye für die hohen gefahrenen Durchschnittsgeschwindigkeiten, ihre vielen Sprungkuppen sowie die schöne Lage der Streckenabschnitte inmitten der finnischen Wälder und Seen.
Einen ihrer Tiefpunkte erlebte die Rallye im Jahre 1981, als der Österreicher Franz Wittmann mit seinem Audi quattro bei einem Unfall hinter der Zieldurchfahrt der Special Stage 4 – Ehikki nachts mit dem Auto der Zeitnehmer kollidierte, eine kleine Gruppe von Offiziellen erfasste und dabei den Präsidenten des finnischen Automobilsportverbandes AKK Raul Falin tödlich verletzte. Dessen Landsmann Boris Rung (damaliger Präsident der European Rallycross Association [ERA] und Mitglied der FIA Off-Road Commission) und der griechische FIA-Beobachter Costas Glossotis kamen mit dem Schrecken davon.
Die bekannteste Wertungsprüfung der Rallye ist Ouninpohja, hauptsächlich aufgrund ihrer spektakulären und weiten Sprünge. 2003 stellte Markko Märtin mit seinem Ford Focus WRC auf dieser Prüfung den (gelungenen) Rekord von 57 Metern Sprungweite bei einer Geschwindigkeit von 171 km/h auf. Den absoluten Weitsprungrekord der Finnland-Rallye hält allerdings bereits seit 1975 der Finne und ehemalige Rallycross-Pilot Jussi Kynsilehto, der mit seinem Beifahrer, dem Rallye-Journalisten Martin Holmes aus England, in der damaligen SS23 – Raikuu mit einem Ford Escort RS1600 72 Meter weit flog – worauf sich das Auto viermal überschlug und beide Insassen aus dem zerstörten Fahrzeug befreit werden mussten. Holmes hatte sich im Streckenaufschrieb verlesen und mit „full over crest“ eine Kuppe angekündigt, die erst 300 Meter weiter kommen sollte. Im Jahre 2004 überschritt der norwegische Rallyefahrer Petter Solberg die von der FIA höchstzulässige Durchschnittsgeschwindigkeit von 130 km/h, woraufhin die Ouninpohja-Prüfung 2005 in Ouninpohja-West und Ouninpohja-Ost zweigeteilt wurde. Für 2008 wurde Ouninpohja dann aus Sicherheitsgründen nicht mehr gefahren. Im Jahr 2012 kehrt die Wertungsprüfung wieder in das Programm der Rallye Finnland zurück und wird als abschließende Power-Stage ausgetragen.

## Gesamtsieger
| Jahr | Rallye                 | Gesamtsieger       | Gesamtsieger                   | Marke und Modell          |
| Jahr | Rallye                 | Fahrer             | Beifahrer                      | Marke und Modell          |
| ---- | ---------------------- | ------------------ | ------------------------------ | ------------------------- |
| 1951 | 1. Jyväskylän Suurajot | Arvo Karlsson      | Vilho Mattila                  | Austin A 90 Atlantic      |
| 1952 | 2. Jyväskylän Suurajot | Eino Elo           | Kai Nuortila                   | Peugeot 203               |
| 1953 | 3. Jyväskylän Suurajot | Vilho Hietanen     | Olof Hixén                     | Allard                    |
| 1954 | 4. Jyväskylän Suurajot | Osmo Kalpala       | Eino Kalpala                   | Panhard Dyna X            |
| 1955 | 5. Jyväskylän Suurajot | Eino Elo           | Kai Nuortila                   | Peugeot 403               |
| 1956 | 6. Jyväskylän Suurajot | Osmo Kalpala       | Eino Kalpala                   | DKW Donau                 |
| 1957 | 7. Jyväskylän Suurajot | Erik Carlsson      | Mario Pavoni                   | Saab 93                   |
| 1958 | 8. Jyväskylän Suurajot | Osmo Kalpala       | Eino Kalpala                   | Alfa Romeo                |
| 1959 | 9. 1000-Seen-Rallye    | Gunnar Callbo      | Väinö Nurmimaa                 | Volvo PV544               |
| 1960 | 10. 1000-Seen-Rallye   | Carl-Otto Bremer   | Juhani Lampi                   | Saab 96                   |
| 1961 | 11. 1000-Seen-Rallye   | Rauno Aaltonen     | Väinö Nurmimaa                 | Mercedes-Benz             |
| 1962 | 12. 1000-Seen-Rallye   | Pauli Toivonen     | Jaakko Kallio                  | Citroën DS 19             |
| 1963 | 13. 1000-Seen-Rallye   | Simo Lampinen      | Jyrki Ahava                    | Saab 96 Sport             |
| 1964 | 14. 1000-Seen-Rallye   | Simo Lampinen      | Jyrki Ahava                    | Saab 96 Sport             |
| 1965 | 15. 1000-Seen-Rallye   | Timo Mäkinen       | Pekka Keskitalo                | BMC Cooper S              |
| 1966 | 16. 1000-Seen-Rallye   | Timo Mäkinen       | Pekka Keskitalo                | BMC Cooper S              |
| 1967 | 17. 1000-Seen-Rallye   | Timo Mäkinen       | Pekka Keskitalo                | BMC Cooper S              |
| 1968 | 18. 1000-Seen-Rallye   | Hannu Mikkola      | Anssi Järvi                    | Ford Escort TC            |
| 1969 | 19. 1000-Seen-Rallye   | Hannu Mikkola      | Anssi Järvi                    | Ford Escort TC            |
| 1970 | 20. 1000-Seen-Rallye   | Hannu Mikkola      | Gunnar Palm                    | Ford Escort TC            |
| 1971 | 21. 1000-Seen-Rallye   | Stig Blomqvist     | Arne Hertz                     | Saab 96 V4                |
| 1972 | 22. 1000-Seen-Rallye   | Simo Lampinen      | Klaus Sohlberg                 | Saab 96 V4                |
| 1973 | 23. 1000-Seen-Rallye   | Timo Mäkinen       | Henry Liddon                   | Ford Escort RS            |
| 1974 | 24. 1000-Seen-Rallye   | Hannu Mikkola      | John Davenport                 | Ford Escort RS            |
| 1975 | 25. 1000-Seen-Rallye   | Hannu Mikkola      | Atso Aho                       | Toyota Levin              |
| 1976 | 26. 1000-Seen-Rallye   | Markku Alén        | Seppo Harjanne                 | Fiat 131 Mirafiori        |
| 1977 | 27. 1000-Seen-Rallye   | Kyösti Hämäläinen  | Martti Tiukkanen               | Ford Escort RS            |
| 1978 | 28. 1000-Seen-Rallye   | Markku Alén        | Seppo Harjanne                 | Fiat 131 Mirafiori        |
| 1979 | 29. 1000-Seen-Rallye   | Markku Alén        | Ilkka Kivimäki                 | Fiat 131 Mirafiori        |
| 1980 | 30. 1000-Seen-Rallye   | Markku Alén        | Ilkka Kivimäki                 | Fiat 131 Mirafiori        |
| 1981 | 31. 1000-Seen-Rallye   | Ari Vatanen        | David Richards                 | Ford Escort RS            |
| 1982 | 32. 1000-Seen-Rallye   | Hannu Mikkola      | Arne Hertz                     | Audi quattro              |
| 1983 | 33. 1000-Seen-Rallye   | Hannu Mikkola      | Arne Hertz                     | Audi quattro              |
| 1984 | 34. 1000-Seen-Rallye   | Ari Vatanen        | Terry Harryman                 | Peugeot 205 Turbo 16      |
| 1985 | 35. 1000-Seen-Rallye   | Timo Salonen       | Seppo Harjanne                 | Peugeot 205 Turbo 16      |
| 1986 | 36. 1000-Seen-Rallye   | Timo Salonen       | Seppo Harjanne                 | Peugeot 205 Turbo 16      |
| 1987 | 37. 1000-Seen-Rallye   | Markku Alén        | Ilkka Kivimäki                 | Lancia Delta              |
| 1988 | 38. 1000-Seen-Rallye   | Markku Alén        | Ilkka Kivimäki                 | Lancia Delta              |
| 1989 | 39. 1000-Seen-Rallye   | Mikael Ericsson    | Claes Billstam                 | Mitsubishi Galant         |
| 1990 | 40. 1000-Seen-Rallye   | Carlos Sainz       | Luis Moya                      | Toyota Celica             |
| 1991 | 41. 1000-Seen-Rallye   | Juha Kankkunen     | Juha Piironen                  | Lancia Delta HF Integrale |
| 1992 | 42. 1000-Seen-Rallye   | Didier Auriol      | Bernard Occelli                | Lancia Delta HF Integrale |
| 1993 | 43. 1000-Seen-Rallye   | Juha Kankkunen     | Denis Giraudet                 | Toyota Celica Turbo 4WD   |
| 1994 | 44. 1000-Seen-Rallye   | Tommi Mäkinen      | Seppo Harjanne                 | Ford Escort RS Cosworth   |
| 1995 | 45. 1000-Seen-Rallye   | Tommi Mäkinen      | Seppo Harjanne                 | Mitsubishi Lancer Evo     |
| 1996 | 46. 1000-Seen-Rallye   | Tommi Mäkinen      | Seppo Harjanne                 | Mitsubishi Lancer Evo     |
| 1997 | 47. Rallye Finnland    | Tommi Mäkinen      | Seppo Harjanne                 | Mitsubishi Lancer Evo     |
| 1998 | 48. Rallye Finnland    | Tommi Mäkinen      | Risto Mannisenmäki             | Mitsubishi Lancer Evo     |
| 1999 | 49. Rallye Finnland    | Juha Kankkunen     | Juha Repo                      | Subaru Impreza WRC        |
| 2000 | 50. Rallye Finnland    | Marcus Grönholm    | [[\|Finnland]] Timo Rautiainen | Peugeot 206 WRC           |
| 2001 | 51. Rallye Finnland    | Marcus Grönholm    | Timo Rautiainen                | Peugeot 206 WRC           |
| 2002 | 52. Rallye Finnland    | Marcus Grönholm    | Timo Rautiainen                | Peugeot 206 WRC           |
| 2003 | 53. Rallye Finnland    | Markko Märtin      | Michael Park                   | Ford Focus WRC            |
| 2004 | 54. Rallye Finnland    | Marcus Grönholm    | Timo Rautiainen                | Peugeot 307 WRC           |
| 2005 | 55. Rallye Finnland    | Marcus Grönholm    | Timo Rautiainen                | Peugeot 307 WRC           |
| 2006 | 56. Rallye Finnland    | Marcus Grönholm    | Timo Rautiainen                | Ford Focus RS WRC         |
| 2007 | 57. Rallye Finnland    | Marcus Grönholm    | Timo Rautiainen                | Ford Focus RS WRC         |
| 2008 | 58. Rallye Finnland    | Sébastien Loeb     | Daniel Elena                   | Citroën C4 WRC            |
| 2009 | 59. Rallye Finnland    | Mikko Hirvonen     | Jarmo Lehtinen                 | Ford Focus RS WRC         |
| 2010 | 60. Rallye Finnland    | Jari-Matti Latvala | Miikka Anttila                 | Ford Focus RS WRC         |
| 2011 | 61. Rallye Finnland    | Sébastien Loeb     | Daniel Elena                   | Citroën DS3 WRC           |
| 2012 | 62. Rallye Finnland    | Sébastien Loeb     | Daniel Elena                   | Citroën DS3 WRC           |
| 2013 | 63. Rallye Finnland    | Sébastien Ogier    | Julien Ingrassia               | VW Polo R WRC             |
| 2014 | 64. Rallye Finnland    | Jari-Matti Latvala | Miikka Anttila                 | VW Polo R WRC             |
| 2015 | 65. Rallye Finnland    | Jari-Matti Latvala | Miikka Anttila                 | VW Polo R WRC             |
| 2016 | 66. Rallye Finnland    | Kris Meeke         | Paul Nagle                     | Citroën DS3 WRC           |
| 2017 | 67. Rallye Finnland    | Esapekka Lappi     | Janne Ferm                     | Toyota Yaris WRC          |
| 2018 | 68. Rallye Finnland    | Ott Tänak          | Martin Järveoja                | Toyota Yaris WRC          |
| 2019 | 69. Rallye Finnland    | Ott Tänak          | Martin Järveoja                | Toyota Yaris WRC          |
| 2021 | 70. Rallye Finnland    | Elfyn Evans        | Scott Martin                   | Toyota Yaris WRC          |
| 2022 | 71. Rallye Finnland    | Ott Tänak          | Martin Järveoja                | Hyundai i20 N Rally1      |
| 2023 | 72. Rallye Finnland    | Elfyn Evans        | Scott Martin                   | Toyota GR Yaris Rally1    |
| 2024 | 73. Rallye Finnland    | Sébastien Ogier    | Vincent Landais                | Toyota GR Yaris Rally1    |